# Liste der Baudenkmäler in Höxter
Die Liste der Baudenkmäler in Höxter enthält die denkmalgeschützten Bauwerke auf dem Gebiet der Stadt Höxter im Kreis Höxter in Nordrhein-Westfalen (Stand: September 2018). Diese Baudenkmäler sind in der Denkmalliste der Stadt Höxter eingetragen; Grundlage für die Aufnahme ist das Denkmalschutzgesetz Nordrhein-Westfalen (DSchG NRW).

| Bild | Bezeichnung | Lage | Beschreibung | Bauzeit                                                              | Eingetragen seit                          | Denkmal- nummer |
| --- | --- | --- | --- | -------------------------------------------------------------------- | ----------------------------------------- | --------------- |
| Vierständerhaus | Vierständerhaus | Höxter Am Rathaus 5 Karte                                                                               | | 2. Hälfte des 17. Jahrhunderts                                       | 11. September 1984                        | 1               |
| Klassizistischer zweigeschossiger verputzter Traufenbau | Klassizistischer zweigeschossiger verputzter Traufenbau | Höxter An der Kilianikirche 6 Karte                                                                     | | um 1866                                                              | 11. September 1984                        | 2               |
| Fachwerkgiebelhaus | Fachwerkgiebelhaus | Höxter Brüderstraße 9 Karte                                                                             | |                                                                      | 11. September 1984                        | 3               |
| weitere Bilder | Marienkirche, ehemalige Klosterkirche | Höxter Brüderstraße 11 Karte                                                                            | einzige rein gotische Kirche der Stadt | 1283                                                                 | 2. November 1984                          | 4               |
| Fachwerktraufenhaus | Fachwerktraufenhaus | Höxter Corbiestraße 24 Karte                                                                            | | Mitte des 16. Jh.                                                    | 11. September 1984                        | 5               |
| Haus um die Jahrhundertwende | Haus um die Jahrhundertwende | Höxter Gartenstraße 3                                                                                   | |                                                                      | 2. November 1984                          | 6               |
| Obermühle | Obermühle | Höxter Grubestraße 46 Karte                                                                             | | 1837                                                                 | 2. November 1984                          | 7               |
| weitere Bilder | St. Kiliani | Höxter Kilianikirche Karte                                                                              | |                                                                      | 2. November 1984                          | 8               |
| St. Nicolai, katholische Pfarrkirche | St. Nicolai, katholische Pfarrkirche | Höxter Marktstraße Karte                                                                                | | 1766–1770                                                            | 2. November 1984                          | 9               |
| Traufenhaus | Traufenhaus | Höxter Marktstraße 1                                                                                    | nach einer Explosion von 1967 nur noch die Fassade erhalten, die einem Neubau vorgeblendet wurde | 1568                                                                 | 11. September 1984                        | 10              |
| Fachwerkgiebelhaus – Ratsapotheke | Fachwerkgiebelhaus – Ratsapotheke | Höxter Marktstraße 2 Karte                                                                              | Rest eines barocken Fachwerkhauses, der hintere Hausteil durch Neubau in Waschbeton ersetzt. | 1713                                                                 | 11. September 1984                        | 11              |
| Giebelhaus mit Fachwerkfassade | Giebelhaus mit Fachwerkfassade | Höxter Marktstraße 13 Karte                                                                             | Von dem einstigen Fachwerkbau nur noch die mit Fächerrosetten verzierte Fassade erhalten, das übrige Haus 1933 abgebrochen und erneuert.                                                                           | 1565                                                                 | 11. September 1984                        | 12              |
| weitere Bilder | Steinbau mit Fachwerkgiebel | Höxter Marktstraße 18 Karte                                                                             | Im Kern mittelalterlicher Steinbau mit Fachwerkfassade von 1571, 1987 saniert. | 1530 bis 1550                                                        | 2. November 1984                          | 13              |
| Wohnspeicherhaus | Wohnspeicherhaus | Höxter Marktstraße 20 Karte                                                                             | Schmales Fachwerk-Nebenhaus mit Fächerrosetten, ehemals zu Nr. 18 gehörend. | 1552G. Ulrich Großmann: Höxter und Corvey. Petersberg 2000, Seite 26 | 2. November 1984                          | 14              |
| weitere Bilder | Amelunxenscher Hof Fachwerkdoppelgiebelhaus | Höxter Marktstraße 21 Karte                                                                             | |                                                                      | 13. September 1984                        | 15              |
| Alte Dechanei, später Armenhaus | Alte Dechanei, später Armenhaus | Höxter Neue Straße 26 Karte                                                                             | |                                                                      | 13. September 1984                        | 16              |
| Spätgotisches Traufenhaus | Spätgotisches Traufenhaus | Höxter Neue Straße 30 Karte                                                                             | | 16. Jahrhundert                                                      | 2. November 1984                          | 17              |
| Barockportal mit darüberliegenden Fenstergewänden | Barockportal mit darüberliegenden Fenstergewänden | Höxter Nicolaistraße 2 Karte                                                                            | |                                                                      | 7. Oktober 1985                           | 18              |
| weitere Bilder | ehem. Fachwerk-Dielenhaus Hüttesches Haus | Höxter Nicolaistraße 10 Karte                                                                           | um 1900 unter Verwendung der Fassade völlig neu aufgebaut, dabei die linke Traufseite zum Glockenpfuhl rekonstruiert.                                                                                              | 1565                                                                 | 13. September 1984                        | 19              |
| Gotisches Giebelhaus | Gotisches Giebelhaus | Höxter Nicolaistraße 11 Karte                                                                           | | 1527/28 (d)                                                          | 13. September 1984                        | 20              |
| Wohnspeicherhaus | Wohnspeicherhaus | Höxter Papenstraße 7 Karte                                                                              | | vor 1530                                                             | 13. September 1984                        | 21              |
| Petrikanonikerhaus | Petrikanonikerhaus | Höxter Papenstraße 9 Karte                                                                              | | 1543                                                                 | 13. September 1984                        | 22              |
| Frührenaissancebau; Speicherhaus | Frührenaissancebau; Speicherhaus | Höxter Papenstraße 11 Karte                                                                             | | 1557                                                                 | 13. September 1984                        | 23              |
| Wohnspeicherhaus | Wohnspeicherhaus | Höxter Papenstraße 13/13 a Karte                                                                        | | vor 1503                                                             | 2. November 1984                          | 24              |
| Zweigeschossiges Fachwerkgiebelhaus | Zweigeschossiges Fachwerkgiebelhaus | Höxter Rodewiekstraße 11 Karte                                                                          | |                                                                      | 18. Oktober 1984                          | 25              |
| Falkenberg’scher Hof | Falkenberg’scher Hof | Höxter Rodewiekstraße 26 Karte                                                                          | |                                                                      | 18. Oktober 1984                          | 26              |
| weitere Bilder | Spätgotisches Wohnspeicherhaus | Höxter Rosenstraße 8 Karte                                                                              | Fachwerk-Eckhaus mit Speichergeschoss, Brüstungsdekorationen mit gebogenen Fußbändern und Nasen, die an gotisches Maßwerk erinnern.                                                                                | 1528–30 (d)                                                          | 18. Oktober 1984                          | 27              |
| Wohnspeicherhaus | Wohnspeicherhaus | Höxter Stummrigestraße 11 Karte                                                                         | | vor 1530                                                             | 5. November 1984                          | 28              |
| Wohnspeicherhaus | Wohnspeicherhaus | Höxter Stummrigestraße 16 Karte                                                                         | | datiert 1530/1550                                                    | 8. November 1984                          | 29              |
| weitere Bilder | Fachwerk-Dielenhaus (Adam- und Eva-Haus) | Höxter Stummrigestraße 27 Karte                                                                         | Fachwerk-Dielenhaus auf hohem Sockel mit jüngerem Saalbau über Gewölbekeller. Die Fassade reich mit Fächerrosetten beschnitzt. An den Ständern figürliche Schnitzereien mit Kreuzigung, Heiligen und Adam und Eva. | 157(1) bezeichnet. 1981 restauriert.                                 | 18. Oktober 1984                          | 30              |
| Wohnspeicherhaus | Wohnspeicherhaus | Höxter Stummrigestraße 31 Karte                                                                         | | vor 1530                                                             | 18. Oktober 1984                          | 31              |
| Wohnspeicherhaus | Wohnspeicherhaus | Höxter Stummrigestraße 42 Karte                                                                         | | 1599                                                                 | 18. Oktober 1984                          | 32              |
| Villa Haarmann mit vorhandenem Park | Villa Haarmann mit vorhandenem Park | Höxter Wilhelm-Haarmann-Straße 1 Karte                                                                  | |                                                                      | 23. August 1982                           | 33              |
| Traufenhaus | Traufenhaus | Höxter Wegetalstraße 2 Karte                                                                            | | 1800 bis 1850                                                        | 28. November 1984                         | 34              |
| Vierständerhaus | Vierständerhaus | Höxter Wegetalstraße 4 Karte                                                                            | | 1553                                                                 | 2. November 1984                          | 35              |
| Dreigeschossiges Traufenhaus | Dreigeschossiges Traufenhaus | Höxter Weserstraße 9 Karte                                                                              | | 1860/1870                                                            | 18. Oktober 1984                          | 36              |
| weitere Bilder | Historisches Rathaus | Höxter Weserstraße 11 Karte                                                                             | | 2. Hälfte des 13. Jahrhunderts                                       | 18. Oktober 1984                          | 37              |
| weitere Bilder | Glockenspiel | Höxter Weserstraße 11, im Rathaus Karte                                                                 | | 1959                                                                 | 2010                                      |                 |
| Dreigeschossiges, fränkisches Traufenhaus | Dreigeschossiges, fränkisches Traufenhaus | Höxter Westerbachstraße 2 Karte                                                                         | |                                                                      | 2. November 1984                          | 38              |
| fränkisches Traufenhaus geändert 16. Dez. 2002: Südfassade des dreigeschossigen Fachwerktraufenhauses | fränkisches Traufenhaus geändert 16. Dez. 2002: Südfassade des dreigeschossigen Fachwerktraufenhauses | Höxter Westerbachstraße 4                                                                               | | 1578                                                                 | 2. November 1984                          | 39              |
| Wohnspeicherhaus mit zwei Obergeschossen | Wohnspeicherhaus mit zwei Obergeschossen | Höxter Westerbachstraße 6 Karte                                                                         | |                                                                      | 2. November 1984                          | 40              |
| Wohnspeicherhaus | Wohnspeicherhaus | Höxter Westerbachstraße 8 Karte                                                                         | | datiert 1601                                                         | 12. November 1984                         | 41              |
| Wohnspeicherhaus | Wohnspeicherhaus | Höxter Westerbachstraße 10 Karte                                                                        | | datiert 1568                                                         | 2. November 1984                          | 42              |
| Wohnspeicherhaus | Wohnspeicherhaus | Höxter Westerbachstraße 26 Karte                                                                        | | 1597                                                                 | 2. November 1984                          | 43              |
| Wohnspeicherhaus | Wohnspeicherhaus | Höxter Westerbachstraße 27 Karte                                                                        | | 1530                                                                 | 2. November 1984                          | 44              |
| Vierständerhaus | Vierständerhaus | Höxter Westerbachstraße 28 Karte                                                                        | | datiert 1551                                                         | 8. November 1984                          | 45              |
| Fränkisches Traufenhaus | Fränkisches Traufenhaus | Höxter Westerbachstraße 29 Karte                                                                        | | datiert 1587                                                         | 2. November 1984                          | 46              |
| Zweigeschossiges Fachwerktraufenhaus | Zweigeschossiges Fachwerktraufenhaus | Höxter Westerbachstraße 31 Karte                                                                        | | 1590                                                                 | 8. November 1984                          | 47              |
| weitere Bilder | Tillyhaus | Höxter Westerbachstraße 33 Karte                                                                        | |                                                                      | 2. November 1984                          | 48              |
| Vierständerhaus | Vierständerhaus | Höxter Westerbachstraße 34                                                                              | | 1537                                                                 | 12. November 1984                         | 49              |
| Vierständerhaus | Vierständerhaus | Höxter Westerbachstraße 35 Karte                                                                        | | ca. 1580–1650                                                        | 2. November 1984                          | 50              |
| Fränkisches Giebelhaus | Fränkisches Giebelhaus | Höxter Westerbachstraße 37 Karte                                                                        | | ca. 1530 bis 1550                                                    | 2. November 1984                          | 51              |
| Traufenhaus | Traufenhaus | Höxter Westerbachstraße 39 Karte                                                                        | |                                                                      | 2. November 1984                          | 52              |
| Fachwerkhaus | Fachwerkhaus | Höxter Westerbachstraße 40 Karte                                                                        | |                                                                      | 2. November 1984                          | 53              |
| Traufenhaus | Traufenhaus | Höxter Westerbachstraße 41 Karte                                                                        | | um 1800                                                              | 2. November 1984                          | 54              |
| Fachwerkgiebelhaus | Fachwerkgiebelhaus | Höxter Westerbachstraße 44 Karte                                                                        | | 18. Jahrhundert                                                      | 2. November 1984                          | 55              |
| weitere Bilder | ehemaliger Adelshof, heute Amtsgericht Höxter | Höxter Möllinger Straße 8 Karte                                                                         | | 17. Jahrhundert                                                      | 31. Mai 1985                              | 56              |
| Fachwerktraufenhaus, ehemalige Wassermühle | Fachwerktraufenhaus, ehemalige Wassermühle | Höxter Corbiestraße 1 Karte                                                                             | | 19. Jahrhundert                                                      | 4. Juli 1985                              | 57              |
| Historistischer Klinkerbau, 1695 bis 1885 Hochfürstlich Corveysche Hofapotheque, ab 1885 Übernahme durch den Apotheker Wemmel. | Historistischer Klinkerbau, 1695 bis 1885 Hochfürstlich Corveysche Hofapotheque, ab 1885 Übernahme durch den Apotheker Wemmel. | Höxter Corbiestraße 38 Karte                                                                            | | 1877                                                                 | 4. Juli 1985                              | 58              |
| Dreigeschossiges Fachwerkgiebelhaus | Dreigeschossiges Fachwerkgiebelhaus | Höxter Marktstraße 11 Karte                                                                             | | nach 1700                                                            | 4. Juli 1985                              | 59              |
| Historistische Gebäudefassade | Historistische Gebäudefassade | Höxter Marktstraße 15 Flur 29 Flurstück 97,98,99 Karte                                                  | | 1891                                                                 | 4. Juli 1985                              | 60              |
| Historischer unverputzter Klinkerbau (ehemalige Baugewerkeschule) | Historischer unverputzter Klinkerbau (ehemalige Baugewerkeschule) | Höxter Möllinger Straße 9 Karte                                                                         | | 1895                                                                 | 4. Juli 1985                              | 61              |
| Schlichtes Fachwerkhaus, Teil eines Denkmalensembles | Schlichtes Fachwerkhaus, Teil eines Denkmalensembles | Höxter Obere Mauerstraße 54 Karte                                                                       | | 18./19. Jahrhundert                                                  | 4. Juli 1985                              | 62              |
| Schlichtes Fachwerkhaus, Teil eines Denkmalensembles | Schlichtes Fachwerkhaus, Teil eines Denkmalensembles | Höxter Obere Mauerstraße 56 Karte                                                                       | | 18./19. Jahrhundert                                                  | 4. Juli 1985                              | 63              |
| Schlichtes Fachwerkhaus, Teil eines Denkmalensembles | Schlichtes Fachwerkhaus, Teil eines Denkmalensembles | Höxter Obere Mauerstraße 58 Karte                                                                       | | 18./19. Jahrhundert                                                  | 4. Juli 1985                              | 64              |
| Schlichtes Fachwerkhaus, Teil eines Denkmalensembles | Schlichtes Fachwerkhaus, Teil eines Denkmalensembles | Höxter Obere Mauerstraße 60 Karte                                                                       | | 18./19. Jahrhundert                                                  | 4. Juli 1985                              | 65              |
| Fachwerktraufenhaus | Fachwerktraufenhaus | Höxter Stummrigestraße 9 Karte                                                                          | | 17./18. Jahrhundert                                                  | 4. Juli 1985                              | 66              |
| Fachwerktraufenhaus | Fachwerktraufenhaus | Höxter Stummrigestraße 14 Karte                                                                         | | 18. Jahrhundert                                                      | 4. Juli 1985                              | 67              |
| Vierständerhaus | Vierständerhaus | Höxter Stummrigestraße 17 Karte                                                                         | | 16. Jahrhundert                                                      | 4. Juli 1985                              | 68              |
| Fachwerkgiebelhaus | Fachwerkgiebelhaus | Höxter Stummrigestraße 18 Karte                                                                         | | 16. Jahrhundert; Anbau 19. Jahrhundert                               | 4. Juli 1985                              | 69              |
| weitere Bilder | Haus Horstkotte | Höxter Stummrigestraße 19 und Anbau Karte                                                               | Vierständerhaus mit jüngerem Anbau | 1554                                                                 | 4. Juli 1985                              | 70              |
| Dreigeschossiges massives Giebelhaus | Dreigeschossiges massives Giebelhaus | Höxter Stummrigestraße 21 Karte                                                                         | | 18. Jahrhundert                                                      | 4. Juli 1985                              | 71              |
| Vierständerhaus | Vierständerhaus | Höxter Stummrigestraße 48 Karte                                                                         | | 1773                                                                 | 4. Juli 1985                              | 72              |
| Kleinbürgerliches Fachwerkhaus | Kleinbürgerliches Fachwerkhaus | Höxter Uferstraße 9 Karte                                                                               | | 19. Jahrhundert                                                      | 4. Juli 1985                              | 73              |
| Ständerbau | Ständerbau | Höxter Westerbachstraße 12 Karte                                                                        | | 16. Jahrhundert                                                      | 4. Juli 1985                              | 74              |
| Vierständerhaus | Vierständerhaus | Höxter Westerbachstraße 24 Karte                                                                        | | 16. Jahrhundert                                                      | 4. Juli 1985                              | 75              |
| Gesamtanlage des ehemaligen Petristiftes: Westerbachstraße 45; Neue Straße 23; Bruchsteinmauer | Gesamtanlage des ehemaligen Petristiftes: Westerbachstraße 45; Neue Straße 23; Bruchsteinmauer | Höxter Neue Straße 23 Westerbachstraße 45                                                               | |                                                                      | 5. Juli 1985                              | 76              |
| Massiver Putzbau | Massiver Putzbau | Höxter Corbiestraße 22 Karte                                                                            | | um 1870/1880                                                         | 5. Juli 1985                              | 77              |
| Kleines, niedriges Fachwerktraufenhaus/Kleinbürgerhaus | Kleines, niedriges Fachwerktraufenhaus/Kleinbürgerhaus | Höxter Rodewiekstraße 14 Karte                                                                          | | vor 1530                                                             | 5. Juli 1985                              | 78              |
| Gotisches Wohnspeicherhaus | Gotisches Wohnspeicherhaus | Höxter Westerbachstraße 15 Karte                                                                        | | vor 1530                                                             | 5. Juli 1985                              | 79              |
| Traufenhaus | Traufenhaus | Höxter Rodewiekstraße 9 Karte                                                                           | | frühes 19. Jahrhundert                                               | 16. Juli 1985                             | 80              |
| Fachwerktraufenhaus | Fachwerktraufenhaus | Höxter Westerbachstraße 25 Karte                                                                        | | 17. Jahrhundert                                                      | 22. Juli 1985                             | 81              |
| Vierständerhaus der Frührenaissance | Vierständerhaus der Frührenaissance | Höxter Westerbachstraße 43 Karte                                                                        | | 1541                                                                 | 22. Juli 1985                             | 82              |
| Giebelfachwerkhaus | Giebelfachwerkhaus | Höxter Westerbachstraße 50 Karte                                                                        | | 18. Jahrhundert                                                      | 22. Juli 1985                             | 83              |
| Fachwerktraufenhaus | Fachwerktraufenhaus | Höxter Stummrigestraße 46 Karte                                                                         | | 18. Jahrhundert                                                      | 22. Juli 1985                             | 84              |
| Gebäudekomplex, bestehend aus drei Gebäudeteilen unterschiedlicher Bauepochen | Gebäudekomplex, bestehend aus drei Gebäudeteilen unterschiedlicher Bauepochen | Höxter Rodewiekstraße 16 Karte                                                                          | |                                                                      | 29. Juli 1985                             | 85              |
| Barockes Fachwerktraufenhaus | Barockes Fachwerktraufenhaus | Höxter Corbiestraße 20 Karte                                                                            | | 1791                                                                 | 1. August 1985                            | 86              |
| Steinhaus | Steinhaus | Höxter Westerbachstraße 16 (Steinhaus) Flur 29 Flurstück 118 Karte                                      | |                                                                      | 11. Oktober 1988                          | 87              |
| Fachwerkener Saalbau | Fachwerkener Saalbau | Höxter Westerbachstraße 16 Flur 29 Flurstück 118 Karte                                                  | | 17. Jahrhundert                                                      | 1. August 1985                            | 87              |
| Spätklassizistischer massiver Traufenbau | Spätklassizistischer massiver Traufenbau | Höxter An der Kilianikirche 4 Karte                                                                     | | 1866                                                                 | 14. August 1985                           | 88              |
| Traufenbau, Mischform Bruchstein- und Fachwerkbauweisen | Traufenbau, Mischform Bruchstein- und Fachwerkbauweisen | Höxter Brüderstraße 13 Karte                                                                            | | 1780                                                                 | 14. August 1985                           | 89              |
| Traufenständiges Fachwerkgebäude klassizistischer Prägung | Traufenständiges Fachwerkgebäude klassizistischer Prägung | Höxter Rodewiekstraße 22 Karte                                                                          | | ca. 1830/1840                                                        | 14. August 1985                           | 90              |
| Fachwerkgebäude | Fachwerkgebäude | Höxter Engemundstraße 3/5 Karte                                                                         | | im Kern aus dem 17./18. Jahrhundert                                  | 9. September 1985                         | 91              |
| Fachwerktraufenhaus | Fachwerktraufenhaus | Höxter Hennekenstraße 10 Karte                                                                          | | 18./19. Jahrhundert                                                  | 9. September 1985                         | 92              |
| Kleinbürgerliches Fachwerkgiebelhaus | Kleinbürgerliches Fachwerkgiebelhaus | Höxter Nagelschmiedstraße 16 Karte                                                                      | | 17. Jahrhundert                                                      | 9. September 1985                         | 93              |
| Teil eines Fachwerktraufenhauses | Teil eines Fachwerktraufenhauses | Höxter Neue Straße 2                                                                                    | | 16. Jahrhundert                                                      | 9. September 1985                         | 94              |
| Teil eines Fachwerktraufenhauses | Teil eines Fachwerktraufenhauses | Höxter Neue Straße 4                                                                                    | | 16. Jahrhundert                                                      | 9. September 1985                         | 95              |
| Mittelalterliches verputztes Steinhaus | Mittelalterliches verputztes Steinhaus | Höxter Papenstraße 2 Karte                                                                              | |                                                                      | 9. September 1985                         | 96              |
| Verputztes Traufenhaus | Verputztes Traufenhaus | Höxter Papenstraße 17 Karte                                                                             | | im Kern aus dem 18. Jahrhundert                                      | 9. September 1985                         | 97              |
| Fachwerktraufenhaus | Fachwerktraufenhaus | Höxter Rosenstraße 17 Karte                                                                             | | spätes 19. Jahrhundert                                               | 9. September 1985                         | 98              |
| Fachwerktraufenhaus | Fachwerktraufenhaus | Höxter Stummrigestraße 39 Karte                                                                         | | 17. Jahrhundert                                                      | 9. September 1985                         | 99              |
| Fachwerkgiebelhaus | Fachwerkgiebelhaus | Höxter Westerbachstraße 9 Karte                                                                         | | 16. Jahrhundert                                                      | 9. September 1985                         | 100             |
| Fachwerkgiebelhaus | Fachwerkgiebelhaus | Höxter Westerbachstraße 14                                                                              | | im Kern 16. Jahrhundert                                              | 9. September 1985                         | 101             |
| Fachwerkgiebelhaus mit Teilen aus verschiedenen Jahrhunderten | Fachwerkgiebelhaus mit Teilen aus verschiedenen Jahrhunderten | Höxter Westerbachstraße 32 Karte                                                                        | |                                                                      | 9. September 1985                         | 102             |
| Schmales Fachwerkgiebelhaus | Schmales Fachwerkgiebelhaus | Höxter Knochenbachstraße 13 Karte                                                                       | | 18./19. Jahrhundert                                                  | 12. September 1985                        | 103             |
| Fachwerktraufenhaus | Fachwerktraufenhaus | Höxter Westerbachstraße 48 Karte                                                                        | | 19. Jahrhundert                                                      | 12. September 1985                        | 104             |
| Mittelalterlicher Wartturm der Höxterschen Landwehr | Mittelalterlicher Wartturm der Höxterschen Landwehr | Brenkhausen Wartturm in Brenkhausen Karte                                                               | |                                                                      | 19. September 1985                        | 105             |
| Mittelalterlicher Wartturm der Höxterschen Landwehr | Mittelalterlicher Wartturm der Höxterschen Landwehr | Höxter Wartturm im Brückfelde                                                                           | |                                                                      | 19. September 1985                        | 106             |
| weitere Bilder | Mäuseturm (Mittelalterlicher Wartturm der Höxterschen Landwehr) | Höxter Wartturm auf dem Räuschenberg Karte                                                              | |                                                                      | 19. September 1985                        | 107             |
| weitere Bilder | Neoromantischer Bismarckturm | Höxter Bismarckturm, Standort der alten Bosseborner Warte Karte                                         | | 1900                                                                 | 19. September 1985                        | 108             |
| Traufenständiges, kleinbürgerliches Fachwerkhaus | Traufenständiges, kleinbürgerliches Fachwerkhaus | Höxter Rodewiekstraße 8 Karte                                                                           | | im Kern 16./17. Jahrhundert                                          | 10. Oktober 1985                          | 109             |
| Zweischiffiges Fachwerkgiebelhaus | Zweischiffiges Fachwerkgiebelhaus | Höxter Westerbachstraße 20 Karte                                                                        | | 17. Jahrhundert                                                      | 14. Oktober 1985                          | 110             |
| "Dreizehnlindenhaus Corvey" | "Dreizehnlindenhaus Corvey" | Corvey Dreizehnlindenhaus Corvey                                                                        | |                                                                      | 5. November 1985                          | 111             |
| Dreiteiliger dreigeschossiger Fachwerktraufenbau | Dreiteiliger dreigeschossiger Fachwerktraufenbau | Höxter Stummrigestraße 37 Karte                                                                         | | 18./19. Jahrhundert                                                  | 18. November 1985                         | 112             |
| BW | Reste eines Steinhauses | Höxter Bachstraße 12 a Karte                                                                            | | 13./14. Jahrhundert                                                  | 19. Dezember 1985                         | 113             |
| Spätklassizistisches Traufenhaus | Spätklassizistisches Traufenhaus | Höxter Marktstraße 9 Karte                                                                              | | 19. Jahrhundert                                                      | 23. Dezember 1985                         | 114             |
| Fachwerkgiebelhaus mit zierverschieferter Giebelfassade | Fachwerkgiebelhaus mit zierverschieferter Giebelfassade | Höxter Nicolaistraße 9 Karte                                                                            | | um 1800                                                              | 23. Dezember 1985                         | 115             |
| Historischer Klinkerbau | Historischer Klinkerbau | Höxter Corbiestraße 3 Karte                                                                             | | 19. Jahrhundert                                                      | 20. Januar 1986                           | 116             |
| Kleines Fachwerkgiebelhaus der Biedermeierzeit | Kleines Fachwerkgiebelhaus der Biedermeierzeit | Höxter Grubestraße 11 Karte                                                                             | | 1830/1840                                                            | 20. Januar 1986                           | 117             |
| Fachwerkgiebelhaus | Fachwerkgiebelhaus | Höxter Hennekenstraße 9 Karte                                                                           | | im Kern 16. Jahrhundert                                              | 20. Januar 1986                           | 118             |
| Kleinbürgerliches Fachwerktraufenhaus, direkt an der Stadtmauer gebaut | Kleinbürgerliches Fachwerktraufenhaus, direkt an der Stadtmauer gebaut | Höxter Obere Mauerstraße 14 Karte                                                                       | | 19. Jahrhundert                                                      | 20. Januar 1986                           | 119             |
| Kleinbürgerliches Fachwerkgiebelhaus, direkt an der Stadtmauer angebaut | Kleinbürgerliches Fachwerkgiebelhaus, direkt an der Stadtmauer angebaut | Höxter Obere Mauerstraße 18 a Karte                                                                     | | 19. Jahrhundert                                                      | 20. Januar 1986                           | 121             |
| Kleinbürgerliches Fachwerkgiebelhaus, direkt an der Stadtmauer angebaut | Kleinbürgerliches Fachwerkgiebelhaus, direkt an der Stadtmauer angebaut | Höxter Obere Mauerstraße 20 Karte                                                                       | | 19. Jahrhundert                                                      | 20. Januar 1986                           | 122             |
| Einfaches Fachwerktraufenhaus | Einfaches Fachwerktraufenhaus | Höxter Rodewiekstraße 10 Karte                                                                          | | im Kern 18. Jahrhundert                                              | 20. Januar 1986                           | 123             |
| Einfaches Fachwerktraufenhaus | Einfaches Fachwerktraufenhaus | Höxter Rodewiekstraße 12 Karte                                                                          | | im Kern 18. Jahrhundert                                              | 20. Januar 1986                           | 124             |
| Kleinbürgerliches Fachwerkgiebelhaus, direkt an der Stadtmauer angebaut | Kleinbürgerliches Fachwerkgiebelhaus, direkt an der Stadtmauer angebaut | Höxter Obere Mauerstraße 22 Karte                                                                       | | 19. Jahrhundert                                                      | 22. Januar 1986                           | 125             |
| Fachwerktraufenhaus | Fachwerktraufenhaus | Höxter Stummrigestraße 44 Karte                                                                         | | Mitte des 16. Jahrhunderts                                           | 22. Januar 1986                           | 126             |
| Kleinbürgerliches Fachwerkgiebelhaus | Kleinbürgerliches Fachwerkgiebelhaus | Höxter Obere Mauerstraße 16 Karte                                                                       | | 19. Jahrhundert                                                      | 21. Februar 1986                          | 127             |
| Kleinbürgerliches Fachwerkgiebelhaus | Kleinbürgerliches Fachwerkgiebelhaus | Höxter Knochenbachstraße 7 Karte                                                                        | | spätes 18. Jahrhundert                                               | 13. März 1986                             | 128             |
| Großes Fachwerkgiebelhaus | Großes Fachwerkgiebelhaus | Höxter Westerbachstraße 17 Karte                                                                        | | 19. Jahrhundert                                                      | 13. März 1986                             | 129             |
| Großes Fachwerkgiebelhaus | Großes Fachwerkgiebelhaus | Höxter Papenstraße 12 Karte                                                                             | | 19. Jahrhundert                                                      | 13. März 1986                             | 130             |
| weitere Bilder | Katholische Kapelle St. Josef | Höxter Katholische Kapelle St. Josef, Am Weinberg                                                       | |                                                                      | 1. Juli 1986                              | 131             |
| weitere Bilder | Katholische Kirche Corvey St. Stephanus und Vitus | Corvey Katholische Kirche Corvey St. Stephanus und Vitus Karte                                          | |                                                                      | 1. Juli 1986                              | 132             |
| Teehaus Corvey | Teehaus Corvey | Corvey Gesamtanlage Corvey (Teehaus)                                                                    | |                                                                      | 1. Juli 1986                              | 133             |
| weitere Bilder | Schlossensemble Corvey, ehemalige Klostergebäude inklusive Park, Mauer und Gräfte sowie Wirtschaftsgebäude und Teehaus | Corvey Gesamtanlage Corvey                                                                              | |                                                                      | 1. Juli 1986                              | 134             |
| Zweigeschossiges historisches Doppelhaus, linker Gebäudeteil | Zweigeschossiges historisches Doppelhaus, linker Gebäudeteil | Höxter Grubestraße 34 Karte                                                                             | |                                                                      | 16. September 1986                        | 135             |
| Zweigeschossiges kleinbürgerliches Fachwerkgiebelhaus | Zweigeschossiges kleinbürgerliches Fachwerkgiebelhaus | Höxter Grubestraße 38 Karte                                                                             | |                                                                      | 16. September 1986                        | 136             |
| Zweigeschossiges Fachwerktraufenhaus | Zweigeschossiges Fachwerktraufenhaus | Höxter Nagelschmiedstraße 8 Karte                                                                       | |                                                                      | 16. September 1986                        | 137             |
| Zweigeschossiges Fachwerkgiebelhaus | Zweigeschossiges Fachwerkgiebelhaus | Höxter Nicolaistraße 4/6 Karte                                                                          | |                                                                      | 16. September 1986                        | 138             |
| Zweigeschossiges Fachwerktraufenhaus | Zweigeschossiges Fachwerktraufenhaus | Höxter Rodewiekstraße 18 Karte                                                                          | |                                                                      | 16. September 1986                        | 139             |
| Zweigeschossiges Fachwerkgiebelhaus | Zweigeschossiges Fachwerkgiebelhaus | Höxter Rodewiekstraße 20 Karte                                                                          | |                                                                      | 16. September 1986                        | 140             |
| weitere Bilder | Dreigeschossiger Fachwerktraufenbau | Höxter Rosenstraße 7 Karte                                                                              | |                                                                      | 16. September 1986                        | 141             |
| Dreigeschossiges Fachwerkgiebelhaus | Dreigeschossiges Fachwerkgiebelhaus | Höxter Stummrigestraße 15 Karte                                                                         | |                                                                      | 16. September 1986                        | 142             |
| Fachwerkgebäude | Fachwerkgebäude | Höxter Westerbachstraße 22 Karte                                                                        | |                                                                      | 6. November 1986                          | 143             |
| Fachwerkbau | Fachwerkbau | Höxter Papenstraße 15 Karte                                                                             | |                                                                      | 6. November 1986                          | 144             |
| Zweigeschossiges, giebelständiges Fachwerkhaus | Zweigeschossiges, giebelständiges Fachwerkhaus | Höxter Rosenstraße 9                                                                                    | |                                                                      | 4. Dezember 1986                          | 145             |
| Fachwerkgiebelhaus | Fachwerkgiebelhaus | Höxter Nagelschmiedstraße 10 Karte                                                                      | |                                                                      | 4. Dezember 1986                          | 146             |
| Grundstücksmauer zur Oberen Mauerstraße; Grundstücksmauer zur Grubestraße | Grundstücksmauer zur Oberen Mauerstraße; Grundstücksmauer zur Grubestraße | Höxter Grundstücksmauer zur Oberen Mauerstraße Flur 26 Flurstücke 169, 177                              | |                                                                      | 23. Dezember 1986                         | 148             |
| Dreigeschossiges Fachwerktraufenhaus | Dreigeschossiges Fachwerktraufenhaus | Höxter Marktstraße 24 Karte                                                                             | |                                                                      | 7. Januar 1987                            | 149             |
| [[Vorlage:Bilderwunsch/code!/C:51.77674865,9.3799217646005!/D:Höxterzaun – Wallstraße 4 / Grubestraße 20, Wallstraße 4 / Grubestraße 20 Flur 26 Flurstücke 87, 88 !/\|BW]]                                                               | Höxterzaun – Wallstraße 4 / Grubestraße 20 | Höxter Wallstraße 4 / Grubestraße 20 Flur 26 Flurstücke 87, 88 Karte                                    | |                                                                      | 12. Januar 1987                           | 151             |
| Zweigeschossiger Fachwerkbau | Zweigeschossiger Fachwerkbau | Höxter Fuhlenstraße 3 Karte                                                                             | |                                                                      | 13. Februar 1987                          | 152             |
| Zweigeschossiges historisches Doppelhaus (rechter Teil) | Zweigeschossiges historisches Doppelhaus (rechter Teil) | Höxter Grubestraße 32 Karte                                                                             | |                                                                      | 16. Februar 1987                          | 153             |
| Zweigesch. traufenständiges Fachwerkhaus mit Krüppelwalmdach | Zweigesch. traufenständiges Fachwerkhaus mit Krüppelwalmdach | Höxter Klappstraße 2 Karte                                                                              | | Kern Mitte des 16. Jahrh.; Um 1800 zweigesch. ausgebaut              | 16. Februar 1987                          | 154             |
| Fachwerkgiebelhaus | Fachwerkgiebelhaus | Höxter Stummrigestraße 20 Karte                                                                         | |                                                                      | 16. Februar 1987                          | 155             |
| Zweigeschossiges Fachwerktraufenhaus | Zweigeschossiges Fachwerktraufenhaus | Höxter Stummrigestraße 22 Karte                                                                         | |                                                                      | 16. Februar 1987                          | 156             |
| Eingeschossiges traufenständiges Fachwerkhaus | Eingeschossiges traufenständiges Fachwerkhaus | Höxter Rodewiekstraße 21 Karte                                                                          | |                                                                      | 16. Februar 1987                          | 157             |
| Giebelhaus | Giebelhaus | Höxter Wegetalstraße 10 Karte                                                                           | |                                                                      | 16. Februar 1987                          | 158             |
| Stationskreuz | Stationskreuz | Höxter Stationskreuz Brenkhäuser Straße Karte                                                           | |                                                                      | 9. März 1987                              | 159             |
| Ehemaliges Empfangsgebäude des Bahnhofs Höxter | Ehemaliges Empfangsgebäude des Bahnhofs Höxter | Höxter Corveyer Allee 42 Karte                                                                          | |                                                                      | 18. September 1987                        | 160             |
| Etagenmiethaus | Etagenmiethaus | Höxter Berliner Platz 2 Karte                                                                           | | 1899                                                                 | 13. Juli 1987                             | 161             |
| Fachwerkhaus | Fachwerkhaus | Höxter Corbiestraße 30 Karte                                                                            | |                                                                      | 13. Juli 1987                             | 162             |
| Fachwerkhaus | Fachwerkhaus | Höxter Glockenpfuhl 1 Karte                                                                             | |                                                                      | 13. Juli 1987                             | 163             |
| Kleines Fachwerkhaus | Kleines Fachwerkhaus | Höxter Glockenpfuhl 3 Karte                                                                             | |                                                                      | 13. Juli 1987                             | 164             |
| Zweigeschossiges traufenständiges Fachwerkhaus | Zweigeschossiges traufenständiges Fachwerkhaus | Höxter Klappstraße 1 Karte                                                                              | | im Kern Mittelalter; Dachwerk auf 1431 datiert                       | 13. Juli 1987                             | 165             |
| Traufenständiger Fachwerkbau | Traufenständiger Fachwerkbau | Höxter Knochenbachstraße 26 Karte                                                                       | |                                                                      | 13. Juli 1987                             | 166             |
| Etagenmiethaus | Etagenmiethaus | Höxter Berliner Platz 2b Karte                                                                          | | 1899                                                                 | 20. Juli 1987                             | 167             |
| Fachwerktraufenhaus | Fachwerktraufenhaus | Albaxen Tiefer Weg 10 Karte                                                                             | |                                                                      | 5. November 1985                          | 168             |
| Vierständerbauernhaus | Vierständerbauernhaus | Albaxen Obere Reihe 4 Karte                                                                             | |                                                                      | 1. Juli 1986                              | 169             |
| Haus Tonenburg | Haus Tonenburg | Albaxen Haus Tonenburg                                                                                  | |                                                                      | 17. November 1986                         | 170             |
| Kleiner zweigeschossiger Wohnbau | Kleiner zweigeschossiger Wohnbau | Albaxen An der Trift 1 Karte                                                                            | |                                                                      | 19. Oktober 1987                          | 171             |
| Traufenständiger schmaler Fachwerkbau | Traufenständiger schmaler Fachwerkbau | Albaxen Am Brink 6 Karte                                                                                | |                                                                      | 19. Oktober 1987                          | 172             |
| Kleiner Vierständerbau | Kleiner Vierständerbau | Albaxen Auf der Neustadt 2 Karte                                                                        | |                                                                      | 19. Oktober 1987                          | 173             |
| | | Albaxen Auf der Neustadt 24 Karte                                                                       | |                                                                      | 19. Oktober 1987                          | 174             |
| Vierständerhaus | Vierständerhaus | Albaxen Hansastraße 36 Karte                                                                            | | 1832                                                                 | 19. Oktober 1987                          | 175             |
| Torbogen mit reicher Schnitzerei | Torbogen mit reicher Schnitzerei | Albaxen Hansastraße 40 – Torbogen Karte                                                                 | | 1682                                                                 | 19. Oktober 1987                          | 176             |
| Zweigeschossiges Traufenhaus | Zweigeschossiges Traufenhaus | Albaxen Obere Reihe 8 Karte                                                                             | |                                                                      | 19. Oktober 1987                          | 177             |
| Kleiner Vierständerbau | Kleiner Vierständerbau | Albaxen Obere Reihe 17 Karte                                                                            | | 1820                                                                 | 19. Oktober 1987                          | 178             |
| Vierständerbau | Vierständerbau | Albaxen Obere Reihe 24 Karte                                                                            | | 1800                                                                 | 19. Oktober 1987                          | 179             |
| Traufenständiger Fachwerkbau | Traufenständiger Fachwerkbau | Albaxen Obere Reihe 26 Karte                                                                            | |                                                                      | 19. Oktober 1987                          | 180             |
| Traufenständiger Fachwerkbau | Traufenständiger Fachwerkbau | Albaxen Obere Reihe 28 Karte                                                                            | |                                                                      | 19. Oktober 1987                          | 181             |
| BW | Vierständer-Fachwerkgiebelhaus | Albaxen Saumerweg 3 Karte                                                                               | |                                                                      | 19. Oktober 1987                          | 182             |
| Vierständerbauernhaus | Vierständerbauernhaus | Albaxen Tiefer Weg 6 Karte                                                                              | | 1850                                                                 | 19. Oktober 1987                          | 183             |
| Fachwerkwohnhaus | Fachwerkwohnhaus | Albaxen Unter Reihe 1                                                                                   | |                                                                      | 19. Oktober 1987                          | 184             |
| Kleiner Vierständerbau | Kleiner Vierständerbau | Albaxen Wachlange 1 Karte                                                                               | |                                                                      | 19. Oktober 1987                          | 185             |
| Fachwerk-Mühlengebäude | Fachwerk-Mühlengebäude | Bödexen Obermühle Bödexen                                                                               | |                                                                      | 29. Mai 1985                              | 186             |
| weitere Bilder | Schlichter Saalbau | Bödexen Katholische Pfarrkirche St. Anna Karte                                                          | |                                                                      | 8. Juli 1985                              | 187             |
| Fachwerkhaus | Fachwerkhaus | Bödexen Weiße Mühle Bödexen Karte                                                                       | |                                                                      | 5. November 1985                          | 188             |
| Vierständerbau | Vierständerbau | Bödexen Bödexer Tal 26 Karte                                                                            | | 1862                                                                 | 19. Oktober 1987                          | 189             |
| Vierständerbau | Vierständerbau | Bödexen Bödexer Tal 27 Karte                                                                            | | 1691                                                                 | 19. Oktober 1987                          | 190             |
| Vierständerbau | Vierständerbau | Bödexen Bödexer Tal 29 Karte                                                                            | | 1691                                                                 | 19. Oktober 1987                          | 191             |
| Vierständerbau | Vierständerbau | Bödexen Bödexer Tal 33 Karte                                                                            | | 1786                                                                 | 19. Oktober 1987                          | 192             |
| BW | Bruchsteingebäude mit Krüppelwalm mit dazugehörigem Wasserlauf | Bödexen Bödexer Tal 81 – Voss-Mühle, ehemalig zu Corvey gehörig Karte                                   | | 19.10.2007 aus der Liste gelöscht                                    | 19. Oktober 1987                          | 193             |
| Katholische Kirche St. Marien | Katholische Kirche St. Marien | Bosseborn Karte                                                                                         | | 1720                                                                 | 1. Juli 1986                              | 195             |
| weitere Bilder | ehemaliges Zisterzienserinnenkloster, heute Kloster Brenkhausen | Brenkhausen ehemaliges Kloster Brenkhausen Flur 9 Flurstück 38 Karte                                    | |                                                                      | 31. Mai 1985                              | 196             |
| Großer Vierständerbau | Großer Vierständerbau | Brenkhausen Schulstraße 3 Karte                                                                         | | 1780                                                                 | 12. März 1986                             | 197             |
| weitere Bilder | Kapelle Mühlenstraße / Bundesstraße Höxter-Brenkhausen, „Johanniskapelle“ | Brenkhausen Kapelle Mühlenstraße / Bundesstraße Karte                                                   | |                                                                      | 1. Juli 1986                              | 198             |
| Klostermauern | Klostermauern | Brenkhausen Klostermauern des ehemaligen Klosters Karte                                                 | |                                                                      | 1. Juli 1986                              | 199             |
| Ehemalige Klosterkirche | Ehemalige Klosterkirche | Brenkhausen ehemalige Klosterkirche Flur 9 Flurstück 70 Karte                                           | |                                                                      | 1. Juli 1986                              | 200             |
| Ostflügel des Klosters | Ostflügel des Klosters | Brenkhausen mittelalterlicher Ostflügel Karte                                                           | |                                                                      | 1. Juli 1986                              | 200             |
| Kreuz | Kreuz | Brenkhausen Sandsteinkreuz an der Anklytherstraße / Sieplerstraße Höxter Brenkhausen Karte              | |                                                                      | 16. Februar 1987                          | 201             |
| Vierständerbauernhaus | Vierständerbauernhaus | Brenkhausen Propsteistraße 2 Karte                                                                      | |                                                                      | 28. September 1987                        | 202             |
| evangelische Pfarrkirche Bruchhausen | evangelische Pfarrkirche Bruchhausen | Bruchhausen Karte                                                                                       | |                                                                      | 23. Mai 1985                              | 203             |
| weitere Bilder | Schlosskomplex Bruchhausen mit Herrenhaus, Feme, Bastei, Schafstall, ehemaligen Schweinestall und Parkanlage | Bruchhausen Schlosskomplex Bruchhausen                                                                  | |                                                                      | 13. Januar 1986                           | 204             |
| Vierständergiebelhaus | Vierständergiebelhaus | Bruchhausen Brokhusenstraße 7 Karte                                                                     | |                                                                      | 22. Januar 1986                           | 205             |
| Kleineres giebelständiges Fachwerkbauernhaus | Kleineres giebelständiges Fachwerkbauernhaus | Bruchhausen Brokhusenstraße 9 Karte                                                                     | |                                                                      | 22. Januar 1986                           | 206             |
| Zweigeschossiges Giebelhaus | Zweigeschossiges Giebelhaus | Bruchhausen Brokhusenstraße 11 Karte                                                                    | |                                                                      | 22. Januar 1986                           | 207             |
| Traufenständiges Haus | Traufenständiges Haus | Bruchhausen Brokhusenstraße 13 Karte                                                                    | |                                                                      | 22. Januar 1986                           | 208             |
| Zweigeschossiges traufenständiges Wohnhaus | Zweigeschossiges traufenständiges Wohnhaus | Bruchhausen Brokhusenstraße 17 Karte                                                                    | |                                                                      | 22. Januar 1986                           | 209             |
| Traufenständiges Doppelhaus | Traufenständiges Doppelhaus | Bruchhausen Brokhusenstraße 23 Karte                                                                    | |                                                                      | 22. Januar 1986                           | 210             |
| Traufenständiges Doppelhaus | Traufenständiges Doppelhaus | Bruchhausen Brokhusenstraße 25 Karte                                                                    | |                                                                      | 22. Januar 1986                           | 210/1           |
| Vierständerhaus | Vierständerhaus | Bruchhausen Brokhusenstraße 27 Karte                                                                    | | 1796                                                                 | 22. Januar 1986                           | 211             |
| Kleineres Vierständerhaus | Kleineres Vierständerhaus | Bruchhausen Brokhusenstraße 29 Karte                                                                    | |                                                                      | 22. Januar 1986                           | 212             |
| Zweigeschossiger traufenständiger Fachwerkbau | Zweigeschossiger traufenständiger Fachwerkbau | Bruchhausen Brokhusenstraße 30 Karte                                                                    | |                                                                      | 22. Januar 1986                           | 213             |
| Kleineres Vierständergiebelhaus | Kleineres Vierständergiebelhaus | Bruchhausen Brokhusenstraße 35 Karte                                                                    | |                                                                      | 22. Januar 1986                           | 214             |
| Traufenständiger Vierständerbau | Traufenständiger Vierständerbau | Bruchhausen Brunnenweg 3 Karte                                                                          | |                                                                      | 22. Januar 1986                           | 215             |
| Fachwerktraufenhaus | Fachwerktraufenhaus | Bruchhausen Linnenstraße 29 Karte                                                                       | |                                                                      | 22. Januar 1986                           | 216             |
| Fachwerkgiebelhaus | Fachwerkgiebelhaus | Bruchhausen Linnenstraße 31 Karte                                                                       | |                                                                      | 22. Januar 1986                           | 217             |
| Zweistöckiger Fachwerkbau | Zweistöckiger Fachwerkbau | Bruchhausen Linnenstraße 35 Karte                                                                       | |                                                                      | 22. Januar 1986                           | 218             |
| Ehemaliges Pfarrhaus | Ehemaliges Pfarrhaus | Bruchhausen Evangelisches Pfarrhaus                                                                     | |                                                                      | 22. Januar 1986                           | 219             |
| Vierständerbau | Vierständerbau | Bruchhausen Linnenstraße 39 Karte                                                                       | | 1767                                                                 | 22. Januar 1986                           | 220             |
| Zweigeschossiges Traufenwohnhaus | Zweigeschossiges Traufenwohnhaus | Bruchhausen Linnenstraße 15 Karte                                                                       | | 1770                                                                 | 20. Februar 1986                          | 221             |
| Saalbau der Pfarrkirche Mariä Himmelfahrt | Saalbau der Pfarrkirche Mariä Himmelfahrt | Bruchhausen Katholische Pfarrkirche Mariä Himmelfahrt Karte                                             | | 1699                                                                 | 20. Februar 1986                          | 222             |
| Fachwerkwohnhaus | Fachwerkwohnhaus | Bruchhausen Linnenstraße 22 Karte                                                                       | | 1793                                                                 | 5. März 1986                              | 223             |
| Katholische Pfarrkirche St. Anna | Katholische Pfarrkirche St. Anna | Fürstenau Katholische Pfarrkirche St. Anna, Fürstenau                                                   | |                                                                      | 16. September 1986                        | 224             |
| Zweigeschossiges Fachwerkgiebelhaus | Zweigeschossiges Fachwerkgiebelhaus | Godelheim Zur Helle 1 Karte                                                                             | |                                                                      | 2. November 1984                          | 225             |
| Kleines Fachwerkgiebelhaus | Kleines Fachwerkgiebelhaus | Godelheim Karlshafener Straße 4 Karte                                                                   | |                                                                      | 23. Mai 1985                              | 226             |
| 1. Zweijochiger Saalbau; 2. Historische Ausstattungsstücke der Katholischen Kirche St. Johannes-Baptist | 1. Zweijochiger Saalbau; 2. Historische Ausstattungsstücke der Katholischen Kirche St. Johannes-Baptist | Godelheim Katholische Pfarrkirche St. Johann Baptist, Godelheim                                         | | 11. Jahrhundert                                                      | 23. Mai 1985                              | 227             |
| weitere Bilder | Bildstock mit Mondsichel-Madonna | Godelheim Driburger Straße 2 Karte                                                                      | | 1767                                                                 | 5. November 1985                          | 228 a           |
| weitere Bilder | Fachwerkgiebelhaus mit seitlichem Ausbau (ohne Nebengebäude) | Godelheim Driburger Straße 2 Karte                                                                      | | 1866                                                                 | 5. November 1985                          | 228 b           |
| Fachwerkgiebelhaus (Äußere Fassade) | Fachwerkgiebelhaus (Äußere Fassade) | Godelheim Driburger Straße 3 Karte                                                                      | |                                                                      | 5. November 1985                          | 229             |
| Vierständer-Ackerbürgerhaus | Vierständer-Ackerbürgerhaus | Godelheim Karlshafener Straße 8 Karte                                                                   | |                                                                      | 5. November 1985                          | 230             |
| Vierständer-Ackerbürgerhaus | Vierständer-Ackerbürgerhaus | Godelheim Karlshafener Straße 10 Karte                                                                  | |                                                                      | 5. November 1985                          | 231             |
| Fachwerkgiebelhaus | Fachwerkgiebelhaus | Godelheim Karlshafener Straße 12 Karte                                                                  | |                                                                      | 5. November 1985                          | 232             |
| Kleines Fachwerktraufenhaus | Kleines Fachwerktraufenhaus | Godelheim Zur Helle 3 Karte                                                                             | | 1825                                                                 | 5. November 1985                          | 233             |
| Fachwerkgiebelhaus | Fachwerkgiebelhaus | Godelheim Zur Helle 5 Karte                                                                             | |                                                                      | 5. November 1985                          | 234             |
| Fachwerkgiebelhaus | Fachwerkgiebelhaus | Godelheim Zur Helle 7 Karte                                                                             | |                                                                      | 5. November 1985                          | 235             |
| Pfarrhaus Godelheim (Äußere Straßenfront) | Pfarrhaus Godelheim (Äußere Straßenfront) | Godelheim Zur Helle 9 Karte                                                                             | |                                                                      | 5. November 1985                          | 236             |
| Fachwerkgiebelhaus | Fachwerkgiebelhaus | Godelheim Zur Helle 17 Karte                                                                            | |                                                                      | 5. November 1985                          | 237             |
| Fachwerk-Wohnhaus | Fachwerk-Wohnhaus | Godelheim Zur Helle 19 Karte                                                                            | |                                                                      | 5. November 1985                          | 238             |
| Fachwerk-Wohnhaus | Fachwerk-Wohnhaus | Godelheim Zur Helle 21 Karte                                                                            | |                                                                      | 5. November 1985                          | 239             |
| Barockes Wohnhaus | Barockes Wohnhaus | Godelheim Haus Brunnen, Godelheim Karte                                                                 | |                                                                      | 5. November 1985                          | 240             |
| Zweigeschossiges Fachwerkgiebelhaus | Zweigeschossiges Fachwerkgiebelhaus | Godelheim Pyrmonter Straße 1 Karte                                                                      | |                                                                      | 17. November 1986                         | 241             |
| Hofanlage am Ende der Baugruppe „An der Helle“; Der Denkmalschutz bezieht sich nicht auf den Schornstein der früheren Brennerei. | Hofanlage am Ende der Baugruppe „An der Helle“; Der Denkmalschutz bezieht sich nicht auf den Schornstein der früheren Brennerei. | Godelheim Zur Helle 15 Karte                                                                            | |                                                                      | 24. November 1986                         | 242             |
| | Ehemalige Kuranlage Haus Brunnen | Godelheim Haus Brunnen                                                                                  | |                                                                      | 9. März 1987                              | 243             |
| Fachwerk-Vierständerbau | Fachwerk-Vierständerbau | Lüchtringen Grashofstraße 23 Karte                                                                      | |                                                                      | 23. Mai 1985                              | 244             |
| weitere Bilder | Kirche St. Johannes Baptist, neugotischer Bau | Lüchtringen Katholische Pfarrkirche                                                                     | |                                                                      | 23. Mai 1985                              | 245             |
| Kapelle an der Weserfähre | Kapelle an der Weserfähre | Lüchtringen Kapelle an der Weserfähre Karte                                                             | | 1695                                                                 | 23. Mai 1985                              | 246             |
| Kapelle | Kapelle | Lüchtringen Ecke Murrwinkel / Braunschweiger Straße Karte                                               | |                                                                      | 5. November 1985                          | 247             |
| Zehntscheune Lüchtringen | Zehntscheune Lüchtringen | Lüchtringen Lange Straße 51 Karte                                                                       | |                                                                      | 5. November 1985                          | 248             |
| Fachwerkgebäude | Fachwerkgebäude | Lüchtringen Grashofstraße 17 Karte                                                                      | |                                                                      | 23. Oktober 1985                          | 249             |
| Fährhaus Lüchtringen | Fährhaus Lüchtringen | Lüchtringen Fährhaus Lüchtringen Karte                                                                  | |                                                                      | 1. Juli 1986                              | 250             |
| Dielenhaus mit seitlichen zweigeschossigen Wohnteilen | Dielenhaus mit seitlichen zweigeschossigen Wohnteilen | Lüchtringen Lange Straße 1 Karte                                                                        | |                                                                      | 13. Oktober 1986                          | 251             |
| Dielenhaus mit seitlichen zweigeschossigen Wohnteilen | Dielenhaus mit seitlichen zweigeschossigen Wohnteilen | Lüchtringen Lange Straße 1 (südlicher Teil) Karte                                                       | |                                                                      | 8. Januar 1987                            | 252             |
| Fachwerkhaus | Fachwerkhaus | Lüchtringen An der Kirche 6 Karte                                                                       | |                                                                      | 17. September 1987                        | 253             |
| Gutshaus | Gutshaus | Lütmarsen Gutshof 6, 7 Karte                                                                            | |                                                                      | 9. März 1987, 16. Februar 1987            | 254             |
| BW | Vierständerbauernhaus | Lütmarsen Kirchstraße 24 Karte                                                                          | |                                                                      | 3. August 1987 Löschung am 25. April 2012 | 255             |
| Ehemaliges Schulhaus | Ehemaliges Schulhaus | Lütmarsen Lütmarser Tal 8 Karte                                                                         | |                                                                      | 3. August 1987                            | 256             |
| Wiemers-Meyerscher Hof – östlicher Teil | Wiemers-Meyerscher Hof – östlicher Teil | Ottbergen Kirchwinkel Karte                                                                             | |                                                                      | 1. August 1985                            | 257             |
| Wiemers-Meyerscher Hof – westlicher Teil | Wiemers-Meyerscher Hof – westlicher Teil | Ottbergen Kirchwinkel Karte                                                                             | |                                                                      | 1. August 1985                            | 258             |
| Katholische Pfarrkirche Kreuzerhöhung | Katholische Pfarrkirche Kreuzerhöhung | Ottbergen Nethestraße Karte                                                                             | |                                                                      | 5. November 1985                          | 259             |
| Vierständerhaus | Vierständerhaus | Ottbergen Brakeler Straße 5 Karte                                                                       | | 1767                                                                 | 1. Juli 1986                              | 260             |
| Fachwerkhaus | Fachwerkhaus | Ottbergen zwischen Nethestraße 18 und 20 Karte                                                          | |                                                                      | 1. Juli 1986                              | 261             |
| BW | Fachwerkwohnhaus | Ottbergen Nethestraße 22 Karte                                                                          | | Löschung aus Liste am 17.05.1999                                     | 1. Juli 1986                              | 262             |
| Vierständerbau (Bauernhaus) | Vierständerbau (Bauernhaus) | Ottbergen Am Anger 1 Karte                                                                              | |                                                                      | 23. September 1986                        | 263             |
| Grabstein „Büttner“ Friedhof Ottbergen | Grabstein „Büttner“ Friedhof Ottbergen | Ottbergen Grabstein „Büttner“, Friedhof Ottbergen Karte                                                 | |                                                                      | 9. März 1987                              | 264             |
| weitere Bilder | Michaeliskapelle in Höxter-Ovenhausen | Ovenhausen Höxter-Ovenhausen Karte                                                                      | |                                                                      | 2. November 1984                          | 265             |
| Fachwerkbau | Fachwerkbau | Ovenhausen Zehntscheune                                                                                 | |                                                                      | 23. Mai 1985                              | 266             |
| ehemalige Pfarrscheune | ehemalige Pfarrscheune | Ovenhausen Bosseborner Straße 1                                                                         | |                                                                      | 23. Mai 1986                              | 267             |
| Schafstall in Ovenhausen | Schafstall in Ovenhausen | Ovenhausen Schafstall Ovenhausen an der Straße nach Eilversen                                           | |                                                                      | 23. September 1986                        | 268             |
| Vierständerbau | Vierständerbau | Ovenhausen Bergwinkel 3 Karte                                                                           | |                                                                      | 13. Juli 1987                             | 269             |
| Fachwerkhaus | Fachwerkhaus | Ovenhausen Bergwinkel 8 Karte                                                                           | |                                                                      | 13. Juli 1987                             | 270             |
| Bildstock | Bildstock | Ovenhausen Bildstock an der Hauptstraße gegenüber Nr. 18 Karte                                          | |                                                                      | 13. Juli 1987                             | 271             |
| Bildstock | Bildstock | Ovenhausen Bildstock im Pfarrgarten Bosseborner Straße 1 Karte                                          | |                                                                      | 13. Juli 1987                             | 272             |
| Kleiner Vierständerbau | Kleiner Vierständerbau | Ovenhausen Bosseborner Straße 2 Karte                                                                   | | 1824                                                                 | 13. Juli 1987                             | 273             |
| Fachwerktraufenhaus | Fachwerktraufenhaus | Ovenhausen Bosseborner Straße 3 Karte                                                                   | |                                                                      | 13. Juli 1987                             | 274             |
| Vierständerbauernhaus | Vierständerbauernhaus | Ovenhausen Bosseborner Straße 6 Karte                                                                   | |                                                                      | 13. Juli 1987                             | 275             |
| Bauernhaus | Bauernhaus | Ovenhausen Bosseborner Straße 12 Karte                                                                  | |                                                                      | 13. Juli 1987                             | 276             |
| Vierständerbauernhaus | Vierständerbauernhaus | Ovenhausen Bosseborner Straße 14 Karte                                                                  | |                                                                      | 13. Juli 1987                             | 277             |
| Giebelständiger Fachwerkbau | Giebelständiger Fachwerkbau | Ovenhausen Bosseborner Straße 20 Karte                                                                  | |                                                                      | 13. Juli 1987                             | 278             |
| Kleineres Viersänderbauernhaus | Kleineres Viersänderbauernhaus | Ovenhausen Bosseborner Straße 25 Karte                                                                  | | 1734                                                                 | 13. Juli 1987                             | 279             |
| Fachwerkgiebelhaus | Fachwerkgiebelhaus | Ovenhausen Bosseborner Straße 37 und 39 Karte                                                           | |                                                                      | 13. Juli 1987                             | 280             |
| Vierständerhaus | Vierständerhaus | Ovenhausen Scheune Heiligenbergstraße 8 Karte                                                           | | 1828                                                                 | 13. Juli 1987                             | 281             |
| Sehr kleines dörfliches Haus | Sehr kleines dörfliches Haus | Ovenhausen Töpferstraße 6 Karte                                                                         | |                                                                      | 13. Juli 1987                             | 282             |
| Ehemaliges Mühlenanwesen, Fachwerkbau | Ehemaliges Mühlenanwesen, Fachwerkbau | Ovenhausen Zur Mühle 5 Karte                                                                            | |                                                                      | 13. Juli 1987                             | 283             |
| weitere Bilder | Bildstöcke | Ovenhausen                                                                                              | 5 Bildstöcke auf dem Prozessionsweg zum Heiligenberg |                                                                      | 28. August 1987                           | 284             |
| weitere Bilder | Bildstöcke | Ovenhausen Flur 14 Flurstücke 33, 36                                                                    | 5 Bildstöcke auf dem Prozessionsweg zum Heiligenberg |                                                                      | 28. August 1987                           | 285             |
| Dreischiffiges Mittellängsdielenhaus | Dreischiffiges Mittellängsdielenhaus | Stahle Heinser Straße 31 Karte                                                                          | |                                                                      | 8. Juli 1985                              | 286             |
| Kriegerdenkmal | Kriegerdenkmal | Stahle Kriegerdenkmal Stahle                                                                            | |                                                                      | 1. Juli 1986                              | 287             |
| Kapelle am südlichen Ortsausgang Stahle | Kapelle am südlichen Ortsausgang Stahle | Stahle Kapelle am südlichen Ortsausgang Stahle                                                          | |                                                                      | 1. Juli 1986                              | 288             |
| Pfarrhaus, zweigeschossiges Fachwerkgiebelhaus | Pfarrhaus, zweigeschossiges Fachwerkgiebelhaus | Stahle Johann-Prior-Straße 1 Karte                                                                      | |                                                                      | 1. Juli 1986                              | 289             |
| Alter Gasthof und Ausspann Vierständerhaus | Alter Gasthof und Ausspann Vierständerhaus | Stahle Johann-Prior-Straße 4 Karte                                                                      | |                                                                      | 1. Juli 1986                              | 290             |
| Kapelle am Lenteweg | Kapelle am Lenteweg | Stahle Kapelle am Lenteweg                                                                              | |                                                                      | 3. September 1986                         | 291             |
| weitere Bilder | Katholische Pfarrkirche | Stahle Katholische Pfarrkirche St. Anna, Stahle Karte                                                   | |                                                                      | 16. September 1986                        | 292             |
| Großes Vierständerbauernhaus | Großes Vierständerbauernhaus | Stahle Alter Kirchweg 1 Karte                                                                           | | 1769                                                                 | 3. August 1987                            | 293             |
| Vierständerbauernhaus | Vierständerbauernhaus | Stahle Am Schling 4 Karte                                                                               | |                                                                      | 3. August 1987                            | 294             |
| Zweietagenhaus von Fachwerk | Zweietagenhaus von Fachwerk | Stahle Am Schling 14 Karte                                                                              | |                                                                      | 3. August 1987                            | 295             |
| Bauernhaus | Bauernhaus | Stahle Am Schling 16 Karte                                                                              | |                                                                      | 3. August 1987                            | 296             |
| Vierständerdielenhaus | Vierständerdielenhaus | Stahle Am Schling 24 Karte                                                                              | |                                                                      | 3. August 1987                            | 297             |
| Fachwerkdielenhaus | Fachwerkdielenhaus | Stahle Heinser Straße 32 Karte                                                                          | |                                                                      | 3. August 1987                            | 298             |
| Zweischiffiges Fachwerkgiebelhaus | Zweischiffiges Fachwerkgiebelhaus | Stahle Heinser Straße 33 Karte                                                                          | |                                                                      | 3. August 1987                            | 299             |
| Traufenständiges Bauernhaus | Traufenständiges Bauernhaus | Stahle Heinser Straße 34 Karte                                                                          | |                                                                      | 3. August 1987                            | 300             |
| Vierständergiebelhaus | Vierständergiebelhaus | Stahle Heinser Straße 35 Karte                                                                          | |                                                                      | 3. August 1987                            | 301             |
| Fachwerkbau | Fachwerkbau | Stahle Heinser Straße 41 Karte                                                                          | |                                                                      | 3. August 1987                            | 302             |
| Vierständergiebelhaus | Vierständergiebelhaus | Stahle Johann-Prior-Straße 13 Karte                                                                     | |                                                                      | 3. August 1987                            | 303             |
| Traufenständiges Bauernhaus | Traufenständiges Bauernhaus | Stahle Johann-Prior-Straße 14 Karte                                                                     | |                                                                      | 3. August 1987                            | 304             |
| | | Stahle Lenteweg 7 Karte                                                                                 | |                                                                      | 3. August 1987                            | 305             |
| Höxterzaun | Höxterzaun | Höxter Rodewiekstraße 21 / Minoritenstraße Karte                                                        | |                                                                      | 10. Dezember 1987                         | 306             |
| Höxterzaun | Höxterzaun | Höxter Neue Straße 24 Karte                                                                             | |                                                                      | 10. Dezember 1987                         | 307             |
| Höxterzaun | Höxterzaun | Höxter Grenzverlauf zwischen den Grundstücken Corbiestraße 38 / Nicolaistraße 10 Karte                  | Sandsteinplatten als Brundstücksbegrenzung |                                                                      | 13. November 2000                         | 308             |
| Westerbache | Westerbache | Höxter Westerbache                                                                                      | |                                                                      | 10. Dezember 1987                         | 309             |
| Hochwasserstein – Hennekenstraße | Hochwasserstein – Hennekenstraße | Höxter Hennekenstraße Karte                                                                             | |                                                                      | 10. Dezember 1987                         | 310             |
| Hochwasserstein an der Stummrigestraße | Hochwasserstein an der Stummrigestraße | Höxter Hochwasserstein Stummrigestraße Karte                                                            | |                                                                      | 10. Dezember 1987                         | 311             |
| Haus des gehobenen Wohbedarfs der Jahrhundertwende | Haus des gehobenen Wohbedarfs der Jahrhundertwende | Höxter Friedrichstraße 4 Karte                                                                          | |                                                                      | 1. März 1988                              | 312             |
| | | Höxter Friedrichstraße 1 Karte                                                                          | |                                                                      | 1. März 1988                              | 313             |
| | Sandsteinkreuz mit Sockel in Beton in der Siedlung Helder Grundstück | Fürstenau Sandsteinkreuz mit Sockel in Beton                                                            | |                                                                      | 25. März 1988                             | 314             |
| Giebelständiger Bau | Giebelständiger Bau | Höxter Neue Straße 24 Karte                                                                             | | 1500                                                                 | 1. März 1988                              | 315             |
| Zweigeschossiges Fachwerkgiebelhaus | Zweigeschossiges Fachwerkgiebelhaus | Höxter Knochenbachstraße 11 Karte                                                                       | |                                                                      | 1. März 1988                              | 316             |
| Kleines Fachwerkgiebelhaus | Kleines Fachwerkgiebelhaus | Höxter Rosenstraße 19 Karte                                                                             | |                                                                      | 1. März 1988                              | 317             |
| sogenanntes ehemaliges Kutscherhaus der Villa Haarmann | sogenanntes ehemaliges Kutscherhaus der Villa Haarmann | Höxter sogenanntes ehemaliges Kutscherhaus der Villa Haarmann                                           | |                                                                      | 1. März 1988                              | 318             |
| Vierständerbauernhaus | Vierständerbauernhaus | Ottbergen Höxtersche Straße 1 Karte                                                                     | | 1771                                                                 | 1. März 1988                              | 319             |
| Vierständerhaus | Vierständerhaus | Ottbergen Im Timpen 12 Karte                                                                            | | 1710                                                                 | 1. März 1988                              | 320             |
| Sechsachsiges zweigeschossiges Wohnhaus | Sechsachsiges zweigeschossiges Wohnhaus | Ottbergen Kirchwinkel 5 Karte                                                                           | |                                                                      | 1. März 1988                              | 321             |
| Vierständergiebelhaus | Vierständergiebelhaus | Ottbergen Nethestraße 3 Karte                                                                           | | frühes 19. Jahrhundert                                               | 1. März 1988                              | 322             |
| Ehemaliges Vierständerbauernhaus | Ehemaliges Vierständerbauernhaus | Ottbergen Nethestraße 15 Karte                                                                          | | 1647                                                                 | 1. März 1988                              | 323             |
| Vierständerbauernhaus | Vierständerbauernhaus | Ottbergen Brakeler Straße 2 Karte                                                                       | | 1777                                                                 | 1. März 1988                              | 324             |
| Steinsichtiger, traufenständiger Backsteinbau | Steinsichtiger, traufenständiger Backsteinbau | Ottbergen Brakeler Straße 20 a Karte                                                                    | | 2. Hälfte 19. Jahrhundert                                            | 1. März 1988                              | 325             |
| Steinsichtiger, traufenständiger Backsteinbau | Steinsichtiger, traufenständiger Backsteinbau | Ottbergen Brakeler Straße 20 b Karte                                                                    | |                                                                      | 1. März 1988                              | 326             |
| Kleines traufenständiges zweigeschossiges Fachwerkhaus | Kleines traufenständiges zweigeschossiges Fachwerkhaus | Ottbergen Brakeler Straße 29 Karte                                                                      | |                                                                      | 1. März 1988                              | 327             |
| Kleines Vierständerhaus | Kleines Vierständerhaus | Godelheim Pyrmonter Straße 13 Karte                                                                     | |                                                                      | 1. März 1988                              | 328             |
| Vierständerhaus | Vierständerhaus | Godelheim Pyrmonter Straße 14 Karte                                                                     | | 18. Jahrhundert                                                      | 1. März 1988                              | 329             |
| Bauernhaus von Fachwerk | Bauernhaus von Fachwerk | Godelheim Pyrmonter Straße 15 Karte                                                                     | | 1840                                                                 | 1. März 1988                              | 330             |
| Kleines zweigeschossiges Fachwerkhaus | Kleines zweigeschossiges Fachwerkhaus | Godelheim Pyrmonter Straße 16 Karte                                                                     | |                                                                      | 1. März 1988                              | 331             |
| Giebelständiges Fachwerkhaus | Giebelständiges Fachwerkhaus | Godelheim Pyrmonter Straße 47 Karte                                                                     | | 1685                                                                 | 1. März 1988                              | 332             |
| Kleines giebelständiges Fachwerkhaus | Kleines giebelständiges Fachwerkhaus | Godelheim Pyrmonter Straße 49 Karte                                                                     | | 1685                                                                 | 1. März 1988                              | 333             |
| Kleines zweigeschossiges Fachwerkwohnhaus | Kleines zweigeschossiges Fachwerkwohnhaus | Ovenhausen Bosseborner Straße 31 Karte                                                                  | | 1850                                                                 | 1. März 1988                              | 334             |
| Höxtersche Stadtbefestigung | Höxtersche Stadtbefestigung | Höxter Stadtbefestigung Höxter                                                                          | |                                                                      | 2. Januar 1991                            | 335             |
| | | Höxter Westerbachstraße 33, 35 und 37 Karte                                                             | |                                                                      | 19. Februar 1988                          | 336             |
| Scheune des Miemers-Meyerschen Hofes | Scheune des Miemers-Meyerschen Hofes | Ottbergen Kirchwinkel Karte                                                                             | |                                                                      | 24. März 1988                             | 337             |
| Doppelmühle als Teil des Gesamtbaudenkmals Schloss Bruchhausen | Doppelmühle als Teil des Gesamtbaudenkmals Schloss Bruchhausen | Bruchhausen Doppelmühle des Gesamtdenkmals Schloss Bruchhausen Karte                                    | |                                                                      | 24. März 1988                             | 338             |
| ehemalige Klostermühle einschließlich des Mühlgrabens | ehemalige Klostermühle einschließlich des Mühlgrabens | Brenkhausen ehemalige Klostermühle einschließlich des Mühlgrabens Karte                                 | |                                                                      | 21. April 1988                            | 339             |
| Zweigeschossiges Fachwerkgiebelhaus | Zweigeschossiges Fachwerkgiebelhaus | Lüchtringen An der Kirche 8 Karte                                                                       | |                                                                      | 5. Dezember 1988                          | 340             |
| Traufenständiges Wohnhaus | Traufenständiges Wohnhaus | Lüchtringen An der Kirche 10 Karte                                                                      | |                                                                      | 11. Oktober 1988                          | 341             |
| Traufenständiges Wohnhaus von Fachwerk | Traufenständiges Wohnhaus von Fachwerk | Lüchtringen An der Kirche 12 Karte                                                                      | |                                                                      | 11. Oktober 1988                          | 342             |
| Vierständerhaus | Vierständerhaus | Lüchtringen Lange Straße 31 Karte                                                                       | |                                                                      | 11. Oktober 1988                          | 343             |
| Vierständerbauernhaus von Fachwerk | Vierständerbauernhaus von Fachwerk | Lüchtringen Lange Straße 47 Karte                                                                       | |                                                                      | 11. Oktober 1988                          | 344             |
| Fachwerkgiebelhaus | Fachwerkgiebelhaus | Lüchtringen Murrwinkel 2 Karte                                                                          | |                                                                      | 11. Oktober 1988                          | 345             |
| Bauernhaus | Bauernhaus | Lüchtringen Murrwinkel 5 Karte                                                                          | |                                                                      | 11. Oktober 1988                          | 346             |
| Vierständerbau | Vierständerbau | Lüchtringen Westfalenstraße 12 Karte                                                                    | | 1768                                                                 | 11. Oktober 1988                          | 347             |
| Zweigeschossiges Wohnhaus in Giebelstellung | Zweigeschossiges Wohnhaus in Giebelstellung | Lüchtringen Westfalenstraße 15 Karte                                                                    | |                                                                      | 11. Oktober 1988                          | 348             |
| Bildstock | Bildstock | Lüchtringen Bildstock an der Westfalenstraße Karte                                                      | |                                                                      | 11. Oktober 1988                          | 349             |
| | | Lüchtringen Sandbache 3 Karte                                                                           | |                                                                      | 19. Mai 1989                              | 350             |
| Traufenständiges Gebäude | Traufenständiges Gebäude | Höxter Westerbachstraße 13 Karte                                                                        | |                                                                      | 11. Oktober 1988                          | 351             |
| Steinhaus | Steinhaus | Höxter Westerbachstraße 18 Karte                                                                        | |                                                                      | 11. Oktober 1988                          | 352             |
| Bildstock | Bildstock | Ovenhausen Bildstock Kapenbergstraße Karte                                                              | |                                                                      | 5. Juni 1989                              | 353             |
| Kleiner Vierständerbau | Kleiner Vierständerbau | Fürstenau Detmolder Straße 19 Karte                                                                     | |                                                                      | 18. Oktober 1988                          | 354             |
| Kleines Vierständerhaus | Kleines Vierständerhaus | Fürstenau Hohehäuser Straße 15 Karte                                                                    | |                                                                      | 18. Oktober 1988                          | 355             |
| Traufenständiges Bauernhaus | Traufenständiges Bauernhaus | Fürstenau Hohehäuser Straße 17 Karte                                                                    | |                                                                      | 18. Oktober 1988                          | 356             |
| Bruchsteinbau mit Krüppelwalm | Bruchsteinbau mit Krüppelwalm | Fürstenau Hohehäuser Straße 23 Karte                                                                    | | 1700                                                                 | 18. Oktober 1988                          | 357             |
| BW | Vierständerbauernhaus | Fürstenau Möllerberg 2 Karte                                                                            | |                                                                      | 18. Oktober 1988                          | 358             |
| Bauernhaus | Bauernhaus | Fürstenau Schwertestraße 9 Karte                                                                        | |                                                                      | 18. Oktober 1988                          | 359             |
| Vierständerbauernhaus | Vierständerbauernhaus | Stahle Am Schling 6 Karte                                                                               | | 1785                                                                 | 18. Oktober 1988                          | 360             |
| Vierständerbauernhaus | Vierständerbauernhaus | Stahle Am Schling 8 Karte                                                                               | | 1785                                                                 | 18. Oktober 1988                          | 361             |
| | | Höxter Friedrichstraße 1 a Karte                                                                        | |                                                                      | 6. Dezember 1988                          | 362             |
| | | Höxter Friedrichstraße 2 Karte                                                                          | |                                                                      | 6. Dezember 1988                          | 363             |
| | | Höxter Friedrichstraße 3 Karte                                                                          | |                                                                      | 6. Dezember 1988                          | 364             |
| | | Höxter Friedrichstraße 5 Karte                                                                          | |                                                                      | 6. Dezember 1988                          | 365             |
| | | Höxter Friedrichstraße 6 Karte                                                                          | |                                                                      | 6. Dezember 1988                          | 366             |
| | | Höxter Friedrichstraße 7 Karte                                                                          | |                                                                      | 6. Dezember 1988                          | 367             |
| | | Höxter Friedrichstraße 8 Karte                                                                          | |                                                                      | 6. Dezember 1988                          | 368             |
| | | Höxter Friedrichstraße 9 Karte                                                                          | |                                                                      | 6. Dezember 1988                          | 369             |
| | | Höxter Friedrichstraße 10 Karte                                                                         | |                                                                      | 6. Dezember 1988                          | 370             |
| Kleines Fachwerktraufenhaus | Kleines Fachwerktraufenhaus | Höxter Weserstraße 3                                                                                    | |                                                                      | 14. Januar 1991                           | 371             |
| Wirtschaftsgebäude Rogge | Wirtschaftsgebäude Rogge | Lütmarsen Gutshof 3 Karte                                                                               | |                                                                      | 5. Juni 1989                              | 372             |
| Barocke Wegekapelle, erweitert zum Kriegerehrenmal | Barocke Wegekapelle, erweitert zum Kriegerehrenmal | Brenkhausen Ecke Kreisstraße / Mühlenstraße, Brenkhausen Karte                                          | |                                                                      | 14. Februar 1995                          | 373             |
| „Dreizehnlinden-Kreuz“ | „Dreizehnlinden-Kreuz“ | Corvey Dreizehnlinden-Kreuz, Corvey Karte                                                               | |                                                                      | 23. August 1989                           | 374             |
| Zweigeschossiges Fachwerkgiebelhaus | Zweigeschossiges Fachwerkgiebelhaus | Höxter Obere Mauerstraße 38 Karte                                                                       | |                                                                      | 23. August 1989                           | 375             |
| Barockes Steinhaus | Barockes Steinhaus | Corvey Vorwerk Nachtigall                                                                               | |                                                                      | 23. August 1989                           | 376             |
| Kleines Fachwerktraufenhaus | Kleines Fachwerktraufenhaus | Höxter Weserstraße 5 Karte                                                                              | |                                                                      | 14. Januar 1991                           | 377             |
| Wohnhaus | Wohnhaus | Höxter An der Steinmühle 7 Karte                                                                        | |                                                                      | 14. Januar 1991                           | 378             |
| Villa | Villa | Höxter Rohrweg 22 Karte                                                                                 | |                                                                      | 29. November 1989                         | 379             |
| Villa | Villa | Höxter Corveyer Allee 3 Karte                                                                           | |                                                                      | 1. März 1990                              | 380             |
| Wohn- und Geschäftshaus | Wohn- und Geschäftshaus | Höxter Corbiestraße 12 Karte                                                                            | |                                                                      | 1. März 1990                              | 381             |
| Nebengebäude des Bahnhofs Höxter (ehemaliger Wasserturm, ehemaliges Lagergebäude) | Nebengebäude des Bahnhofs Höxter (ehemaliger Wasserturm, ehemaliges Lagergebäude) | Höxter Corveyer Allee 40 Karte                                                                          | |                                                                      | 1. März 1990                              | 382             |
| Villa Löw | Villa Löw | Höxter Krämerstraße 2 Karte                                                                             | |                                                                      | 9. März 1990                              | 383             |
| Wohnhaus | Wohnhaus | Höxter Albaxer Straße 10 Karte                                                                          | |                                                                      | 23. Oktober 1990                          | 384             |
| Rodeneckturm am Ziegenberg (Aussichtsturm) | Rodeneckturm am Ziegenberg (Aussichtsturm) | Höxter Rodeneckturm Karte                                                                               | |                                                                      | 22. Mai 1990                              | 385             |
| Gebäude Nagelschmiedstraße 11 | Gebäude Nagelschmiedstraße 11 | Höxter Nagelschmiedstraße 11 Karte                                                                      | |                                                                      | 22. Mai 1990                              | 386             |
| Wohnhaus | Wohnhaus | Höxter Albaxer Straße 8 Karte                                                                           | |                                                                      | 22. Mai 1990                              | 387             |
| Bauernhaus – Vierständerhallenhaus | Bauernhaus – Vierständerhallenhaus | Stahle Heinser Straße 38 Karte                                                                          | | frühes 19. Jahrhundert                                               | 22. Mai 1990                              | 388             |
| Wohnhaus | Wohnhaus | Bruchhausen Im Ring 9 Karte                                                                             | |                                                                      | 22. Mai 1990                              | 389             |
| Das Äußere in den Umrissen des Gebäudes Corveyer Allee 10 (ohne den östlichen Anbau) und die Vorderfassade zur Straße sowie die Fenster der Villa.                                                                                       | Das Äußere in den Umrissen des Gebäudes Corveyer Allee 10 (ohne den östlichen Anbau) und die Vorderfassade zur Straße sowie die Fenster der Villa. | Höxter Corveyer Allee 10 Karte                                                                          | |                                                                      | 22. Mai 1990                              | 390             |
| Traufenständiges Fachwerkhaus | Traufenständiges Fachwerkhaus | Bödexen Bödexer Tal 23 Karte                                                                            | |                                                                      | 29. April 1981                            | 391             |
| Wohn- und Wirtschaftsgebäude | Wohn- und Wirtschaftsgebäude | Stahle Heinser Straße 44 Karte                                                                          | |                                                                      | 28. August 1990                           | 392             |
| Wohn- und Geschäftshaus | Wohn- und Geschäftshaus | Höxter Marktstraße 23 a Karte                                                                           | |                                                                      | 4. November 1991                          | 393             |
| Wohn- und Geschäftshaus | Wohn- und Geschäftshaus | Höxter Marktstraße 23 Karte                                                                             | |                                                                      | 27. November 1996                         | 394             |
| Villa | Villa | Höxter Bismarckstraße 1 Karte                                                                           | |                                                                      | 4. November 1991                          | 395             |
| Wohnhaus | Wohnhaus | Höxter Stummrigestraße 38 Karte                                                                         | |                                                                      | 4. November 1991                          | 396             |
| Wohnhaus | Wohnhaus | Höxter Stummrigestraße 40 Karte                                                                         | |                                                                      | 4. November 1991                          | 397             |
| Hochkreuz an der Brenkhäuser Warte | Hochkreuz an der Brenkhäuser Warte | Brenkhausen Hochkreuz an der Brenkhäuser Warte Karte                                                    | |                                                                      | 4. November 1991                          | 398             |
| Wohnhaus | Wohnhaus | Höxter Brüderstraße 3 Karte                                                                             | |                                                                      | 4. November 1991                          | 399             |
| [[Vorlage:Bilderwunsch/code!/C:51.79386,9.32765!/D:Historischer trigonometrischer Punkt Könnekenberg – NV (Nr. 5) der Katasterurvermessung von 1830, Historischer trigonometrischer Punkt – Könnekenberg – Flur 12 Flurstück 28 !/\|BW]] | Historischer trigonometrischer Punkt Könnekenberg – NV (Nr. 5) der Katasterurvermessung von 1830 | Brenkhausen Historischer trigonometrischer Punkt – Könnekenberg – Flur 12 Flurstück 28 Karte            | |                                                                      | 10. August 1992                           | 400             |
| weitere Bilder | Dreibogenbrücke über die Nethe | Ottbergen Nethebrücke Karte                                                                             | |                                                                      | 9. September 1992                         | 401             |
| Giebelständiger Fachwerkbau und Sandsteinplattenbehang | Giebelständiger Fachwerkbau und Sandsteinplattenbehang | Höxter Fuhlenstraße 1 Karte                                                                             | |                                                                      | 6. November 1992                          | 402             |
| Zweigeschossiges Wohnhaus in Ecklage | Zweigeschossiges Wohnhaus in Ecklage | Höxter Nagelschmiedstraße 19 Karte                                                                      | |                                                                      | 6. November 1992                          | 403             |
| Zweigeschossiger Fachwerkbaus in Ecklage | Zweigeschossiger Fachwerkbaus in Ecklage | Höxter Nagelschmiedstraße 26 Karte                                                                      | |                                                                      | 6. November 1992                          | 404             |
| Zweigeschossiges, traufenständiges Fachwerkgebäude | Zweigeschossiges, traufenständiges Fachwerkgebäude | Höxter Neue Straße 8 Karte                                                                              | |                                                                      | 6. November 1992                          | 405             |
| Zweigeschossiger, traufenständiger Fachwerkbau | Zweigeschossiger, traufenständiger Fachwerkbau | Höxter Neue Straße 10                                                                                   | |                                                                      | 6. November 1992                          | 406             |
| Giebelständiger, zweigeschossiger Fachwerkbau | Giebelständiger, zweigeschossiger Fachwerkbau | Höxter Neue Straße 16 Karte                                                                             | |                                                                      | 6. November 1992                          | 407             |
| Zweigeschossiges Giebelhaus auf Natursteinsockel | Zweigeschossiges Giebelhaus auf Natursteinsockel | Höxter Neue Straße 20 Karte                                                                             | |                                                                      | 6. November 1992                          | 408             |
| Giebelständiger, zweigeschossiger Fachwerkbau | Giebelständiger, zweigeschossiger Fachwerkbau | Höxter Obere Mauerstraße 43 Karte                                                                       | |                                                                      | 6. November 1992                          | 409             |
| Fachwerkgebäude | Fachwerkgebäude | Ottbergen Bahnhofstraße 1 Karte                                                                         | |                                                                      | 6. November 1992                          | 410             |
| Traufenständiger Fachwerkbau | Traufenständiger Fachwerkbau | Höxter Obere Mauerstraße 41 Karte                                                                       | |                                                                      | 23. März 1993                             | 411             |
| Fachwerkgebäude | Fachwerkgebäude | Brenkhausen Am Heineberg 1 Karte                                                                        | |                                                                      | 23. März 1993                             | 412             |
| Giebelständiger Fachwerkbau | Giebelständiger Fachwerkbau | Brenkhausen Am Backhaus 1 Karte                                                                         | |                                                                      | 23. März 1993                             | 413             |
| Anwesen, bestehend aus Wohnhaus und Nebengebäude | Anwesen, bestehend aus Wohnhaus und Nebengebäude | Höxter Corveyer Allee 1 Karte                                                                           | | 1858/1859                                                            | 23. März 1993                             | 414             |
| Anwesen, bestehend aus Wohnhaus (1858) und Nebengebäude (1859) | Anwesen, bestehend aus Wohnhaus (1858) und Nebengebäude (1859) | Höxter Corveyer Allee 1 a Karte                                                                         | | 1858/1859                                                            | 23. März 1993                             | 414             |
| weitere Bilder | Marienkapelle auf dem Feldberg | Stahle Marienkapelle auf dem Feldberg Karte                                                             | |                                                                      | 21. Juni 1993                             | 415             |
| [[Vorlage:Bilderwunsch/code!/C:51.776766,9.380523!/D:Bruchsteinerne Grundstücksmauer, Grubestraße Flur 26 Flurstücke 103 tlw., 104, 179 tlw. !/\|BW]]                                                                                    | Bruchsteinerne Grundstücksmauer | Höxter Grubestraße Flur 26 Flurstücke 103 tlw., 104, 179 tlw. Karte                                     | |                                                                      | 16. Dezember 1993                         | 416             |
| BW | Spätmittelalterliche Bruchsteinwand an der Ostseite des Hauses | Höxter Grubestraße 12 Karte                                                                             | |                                                                      | 28. Dezember 1993                         | 417             |
| [[Vorlage:Bilderwunsch/code!/C:51.776723,9.380113!/D:Bruchsteinerne Grundstücksmauer, Grubestraße (Bruchsteinerne Grundstücksmauer) Flur 26 Flurstücke 87, 110, 111 !/\|BW]]                                                             | Bruchsteinerne Grundstücksmauer | Höxter Grubestraße (Bruchsteinerne Grundstücksmauer) Flur 26 Flurstücke 87, 110, 111 Karte              | |                                                                      | 1. Februar 1994                           | 418             |
| Zweigeschossiger Fachwerkbau | Zweigeschossiger Fachwerkbau | Höxter Fuhlenstraße 5 Karte                                                                             | |                                                                      | 24. Juni 1994                             | 419             |
| Giebelständiger Vierständerbau | Giebelständiger Vierständerbau | Stahle Johann-Prior-Straße 12 Karte                                                                     | |                                                                      | 9. September 1994                         | 420             |
| Giebelständiger Fachwerkbau | Giebelständiger Fachwerkbau | Godelheim Zur Helle 13 Karte                                                                            | |                                                                      | 5. Oktober 1994                           | 421             |
| weitere Bilder | Barocker Saalbau der Katholischen Pfarrkirche St. Dionysius mit folgenden Ausstattungsstücken: Hochaltar; figürliche Darstellung des Heiligen Michael mit dem Drachen auf Konsole; figürliche Darstellung der Maria Immaculata auf Konsole; Wandfiguren auf Kon | Albaxen Katholische Pfarrkirche St. Dionysius Karte                                                     | |                                                                      | 14. Februar 1995                          | 422             |
| Jüdischer Friedhof Fürstenau | Jüdischer Friedhof Fürstenau | Fürstenau Jüdischer Friedhof in Fürstenau Karte                                                         | |                                                                      | 8. Februar 1995                           | 423             |
| Jüdischer Friedhof an der Gartenstraße | Jüdischer Friedhof an der Gartenstraße | Höxter Jüdischer Friedhof an der Gartenstraße Karte                                                     | |                                                                      | 8. Februar 1995                           | 424             |
| weitere Bilder | Jüdischer Friedhof Stahle | Stahle Jüdischer Friedhof in Stahle Karte                                                               | |                                                                      | 8. Februar 1995                           | 425             |
| Jüdischer Friedhof Ovenhausen | Jüdischer Friedhof Ovenhausen | Ovenhausen Jüdischer Friedhof in Ovenhausen Karte                                                       | |                                                                      | 8. Februar 1995                           | 426             |
| Jüdischer Friedhof Bruchhausen | Jüdischer Friedhof Bruchhausen | Bruchhausen Jüdischer Friedhof in Bruchhausen Karte                                                     | |                                                                      | 8. Februar 1995                           | 427             |
| Grabmale und -platten im ehemaligen Atrium und auf dem Friedhof der Katholischen Pfarrkirche St. Stephanus und Vitus, Corvey | Grabmale und -platten im ehemaligen Atrium und auf dem Friedhof der Katholischen Pfarrkirche St. Stephanus und Vitus, Corvey | Corvey Atrium und Friedhof der ehemaligen Abteikirche Corvey                                            | |                                                                      | 9. Februar 1995                           | 428–451         |
| Grabstätte und Denkmal Hoffmann von Fallerslebens | Grabstätte und Denkmal Hoffmann von Fallerslebens | Corvey Friedhof der Katholischen Pfarrkirche St. Stephanus und Vitus, Corvey                            | |                                                                      | 9. Februar 1995                           | 452             |
| Gedenkstein am Forsthaus Bröken | Gedenkstein am Forsthaus Bröken | Bödexen Gedenkstein am Forsthaus Bröken                                                                 | |                                                                      | 10. Februar 1995                          | 453             |
| Vierständer – Bauernhaus | Vierständer – Bauernhaus | Ovenhausen Hauptstraße 51 Karte                                                                         | |                                                                      | 24. Oktober 1995                          | 453             |
| Traufenständiges, zweigeschossiges, Fachwerkbau, teilunterkellert | Traufenständiges, zweigeschossiges, Fachwerkbau, teilunterkellert | Höxter Obere Mauerstraße 39 Karte                                                                       | |                                                                      | 21. März 1996                             | 454             |
| Fachwerkscheune | Fachwerkscheune | Höxter Westerbachstraße / Rosenstraße (hinter Westerbachstraße 12) Karte                                | |                                                                      | 20. August 1996                           | 455             |
| Kreuzigungsgruppe im Friedgarten von Corvey | Kreuzigungsgruppe im Friedgarten von Corvey | Corvey Friedgarten von Schloss Corvey                                                                   | |                                                                      | 14. Februar 1997                          | 456             |
| 3 Sandsteingrabplatten an der Nordfassade der ehemaligen Abteikirche, Friedgarten von Corvey | 3 Sandsteingrabplatten an der Nordfassade der ehemaligen Abteikirche, Friedgarten von Corvey | Corvey Nordfassade der ehemaligen Abteikirche Corvey                                                    | |                                                                      | 14. Februar 1997                          | 457             |
| 3 Sandsteingrabplatten an der Nordfassade der ehemaligen Abteikirche, Friedgarten von Corvey | 3 Sandsteingrabplatten an der Nordfassade der ehemaligen Abteikirche, Friedgarten von Corvey | Corvey Nordfassade der ehemaligen Abteikirche Corvey                                                    | |                                                                      | 14. Februar 1997                          | 458             |
| 3 Sandsteingrabplatten an der Nordfassade der ehemaligen Abteikirche, Friedgarten von Corvey | 3 Sandsteingrabplatten an der Nordfassade der ehemaligen Abteikirche, Friedgarten von Corvey | Corvey Nordfassade der ehemaligen Abteikirche Corvey                                                    | |                                                                      | 14. Februar 1997                          | 459             |
| weitere Bilder | Barocke Wegekapelle | Ottbergen Brakeler Straße, Wegekapelle Karte                                                            | |                                                                      | 14. Februar 1997                          | 460             |
| weitere Bilder | Fachwerktraufenhaus | Höxter Stummrigestraße 33 Karte                                                                         | | Mitte des 16. Jahrhunderts                                           | 3. September 1997                         | 461             |
| weitere Bilder | Barocke Wegekapelle | Godelheim Pyrmonter Straße Karte                                                                        | |                                                                      | 14. Juli 1997                             | 462             |
| Ehemaliges Kasernengebäude | Ehemaliges Kasernengebäude | Höxter Stummrigestraße 56 Karte                                                                         | |                                                                      | 14. Juli 1997                             | 463             |
| Fachwerkhaus | Fachwerkhaus | Höxter Nagelschmiedstraße 5 Karte                                                                       | | frühes 19. Jahrhundert                                               | 20. März 1998                             | 464             |
| Historismusbau | Historismusbau | Höxter Rosenstraße 2 Karte                                                                              | | 1890                                                                 | 20. März 1998                             | 465             |
| BW | Ehemaliges Handwerkerhaus | Höxter Grubestraße 10 Karte                                                                             | |                                                                      | 27. März 1998 Löschung am 24. Aug. 1998   | 466             |
| BW | Wegekreuz aus Wesersandstein | Stahle Ecke „Alter Kirchweg“ / „An den Höfen“ Karte                                                     | |                                                                      | 13. August 1998                           | 467             |
| Fachwerkhaus (Handwerkerhaus) mit Werkstattanbau | Fachwerkhaus (Handwerkerhaus) mit Werkstattanbau | Höxter Nagelschmiedstraße 3 Karte                                                                       | | frühes 19. Jahrhundert                                               | 26. August 1998                           | 468             |
| Ehemaliges Speichergebäude (rückwärtig anschließend an das Haus Nagelschmiedstraße 6) | Ehemaliges Speichergebäude (rückwärtig anschließend an das Haus Nagelschmiedstraße 6) | Höxter Nagelschmiedstraße 6 (Speichergebäude) Karte                                                     | |                                                                      | 26. August 1998                           | 469             |
| Zwei Wasserhochbehälter am Bielenberg (Technisches Baudenkmal) | Zwei Wasserhochbehälter am Bielenberg (Technisches Baudenkmal) | Höxter Am Bielenberg, unterhalb der Bergstraße Karte                                                    | |                                                                      | 22. Februar 1999                          | 470             |
| Kriegerehrenmal | Kriegerehrenmal | Bruchhausen Kriegerehrenmal in Bruchhausen Karte                                                        | |                                                                      | 17. September 1999                        | 471             |
| BW | Höxterzaun | Höxter Grenzverlauf zwischen den Grundstücken Corbiestraße 38 / Corbiestraße 34 Karte                   | |                                                                      | 11. Dezember 2000                         | 472             |
| weitere Bilder | Gut Maygadessen | Godelheim Maygadessen, Godelheim Karte                                                                  | |                                                                      | 20. Dezember 2002                         | 473             |
| BW | Höxterzaun | Höxter im Brückfeld Karte                                                                               | Einfriedung (sogenannter Höxterzaun) |                                                                      | 11. Oktober 2006                          | 474             |
| Hochkreuz aus Wesersandstein | Hochkreuz aus Wesersandstein | Bruchhausen Friedhof Bruchhausen, Hüweweg Karte                                                         | |                                                                      | 9. Juli 2007                              | 475             |
| | Grabplatte der Magdalena Lalcken | Höxter Stummrigestraße 33                                                                               | | 1664                                                                 | 4. Dezember 2009                          | 476             |
| Historische Grenzsteine von 1839 | Historische Grenzsteine von 1839 | Höxter und Lüchtringen Flurstücke 14, 16 Gemarkung Höxter; Flurstücke 1,4,5 Gemarkung Lüchtringen Karte | Hochrechteckige Stelen aus Wesersandstein | 1839                                                                 | 15. Februar 2011                          | 477             |
| | Historische Grenzsteine Nr. 2, 3 und 4 | Höxter OT Bödexen Gemarkung Bödexen, Flur 4, Flurstücke 13 und 14                                       | Mehrheitlich in Form einer langrechteckigen Platte | 1860                                                                 | 26. Juni 2012                             | 478             |
| Historische Mauer des ehemaligen Falkenberger Hofes | Historische Mauer des ehemaligen Falkenberger Hofes | Höxter Rodewiekstraße 26                                                                                | Einfriedungsmauer an der Brüderstraße aus Sollingsandstein | Momentan nicht nachweisbar                                           | 23. Dezember 2013                         | 479             |
| weitere Bilder | Fachwerktraufenhaus mit rückwärtigem Anbau aus Sandsteinquadern | Stahle Alter Kirchweg 6 Karte                                                                           | Handwerkerhaus mit Weller, Gefache mit Lehmsteinen | Erste Hälfte des 19. Jahrhunderts                                    | 30. März 2016                             | 480             |
| BW | Figur „Schreitende“ sowie Brunnenanlage mit Figurengruppe „Ewiges Leben“ | Höxter Grüne Mühle 90 Karte                                                                             | Bronzefigur „Schreitende“ weiblicher Akt in Schrittstellung; Figurengruppe „Ewiges Leben“ Mann, Frau, Kind; Freiplastik aus Bronze                                                                                 | "Schreitende" 1963; „Ewiges Leben“ 1971                              | 17. Oktober 2016                          | 481             |
| Städtisches Freibad | Städtisches Freibad | Höxter Sportzentrum 4 Karte                                                                             | Freibadanlage mit Becken, Gebäuden und Liegewiese | 1937                                                                 | 11. Januar 2017                           | 482             |